# Загул Дмитро Юрійович
Дмитро́ Ю́рійович Загу́л (28 серпня 1890, с. Мілієве, нині Вижницького району Чернівецької області — літо 1944, Колима) — український поет-символіст, літературознавець, критик, публіцист, перекладач, педагог, громадський діяч, доби розстріляного відродження.

## Життєпис
Дмитро Юрійович Загул народився 28 серпня 1890 року в буковинському селі Мілієві. Родина майбутнього поета жила дуже бідно. Дмитро Загул так пізніше писатиме про це в «Автобіографії»: «Заробіток у „пана-дідича“ не міг вистачити, а своєї землі — клаптик суглинку та супіску. Важке було наше життя. Доводилось жати на панському лану за п'ятнадцять сніп або працювати за 40 копійок з досвіта до ночі». Батька постійно гнітили нестатки й борги, турбота про те, як прогодувати сім'ю. Він був неписьменний, але умів цікаво розповідати різні життєві історії та грати на флоярі. Довгими зимовими вечорами у їхній хаті збиралось багато людей, що вели жваві розмови про героїчне минуле України, про опришків Довбуша, Петрія та Мухи, про важке тодішнє життя. Хлопчик з жадібністю вбирав цю інформацію. Мати Сафта й сестра Марія знали багато народних пісень і часто співали їх. Наслідуючи коломийки, Загул почав складати перші власні пісні.
Сестра Марія навчила його читати ще до школи. Учився хлопчик старанно, рано зацікавився художньою літературою. Спершу — пригодницько-фантастичними романами, пізніше — творами Миколи Гоголя, Тараса Шевченка, Юрія Федьковича, Пантелеймона Куліша, Івана Франка. 
1902 року помер батько Дмитра, і жити стало ще важче. На здібності Дмитрика звернув увагу директор школи і послав його навчатися до Чернівецької класичної гімназії, яку той закінчив 1912 року. Під час навчання в таємному гуртку він знайомиться з творами Карла Маркса, Л. Феєрбаха, Г. Плеханова, Михайла Драгоманова, М. Бакуніна, М. Штірнера, Ф. Ніцше та ін. Цікавиться соціологією. Очолює творчий гурток, у роботі якого брали участь відомі потім літератори — В. Кобилянський, П. Галензовський, І. Киявчук, М. Лютик та ін. До їхньої поетичної творчості, крім вчителів-словесників, виявили увагу Осип Маковей, Ольга Кобилянська, С. Яричевський, а також популярні тоді «молодомузівці».       

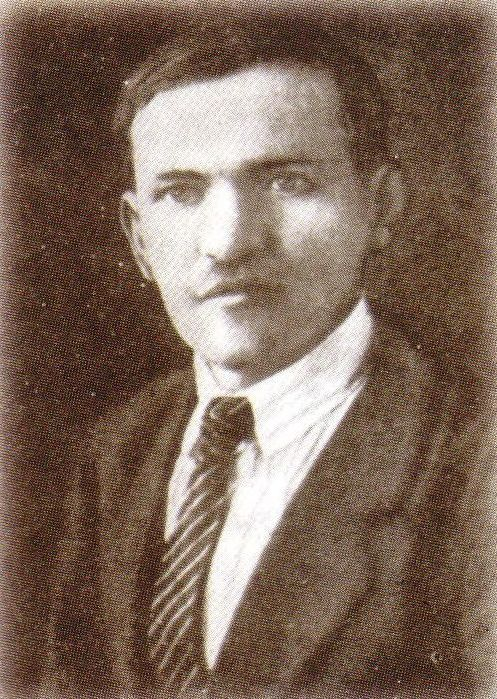
Дмитро Загул

Навчаючись у гімназії, Дмитро переклав на українську мову другу пісню «Енеїди» Вергілія, кілька Горацієвих сатир та «Пісні про дзвін» Ф.Шиллера. З власних поезій 1909 року в газеті «Буковина» надрукував вірші «Високо вгору здійму свої руки» та «Що мені із того, мила». 1912 року в газеті «Нова Буковина» опубліковані цикли його поезій «Весняні мрії», «Думки», «В темряві» та «Хвилі кохання». Під час навчання Дмитро заробляв на хліб репетиторством, а з 1912 року працював у чернівецьких газетах «Нова Буковина» та «Народний голос», де й друкував свої вірші. У ранніх творах Загули помітний вплив модерністів.        
1913 року в Чернівцях вийшла перша книжечка молодого поета «Мережка». Загул вступив на історико-філологічний факультет Чернівецького університету, але подальший життєвий шлях поета зламала війна. 1915 року, коли російські війська відступали з Буковини, його було взято заручником і відправлено до Нижнього Новгорода, де він і одружився. Згодом переїхав до Одеси, а звідти — до Києва. Працював бухгалтером, санітаром, учителем, редактором. У той же час писав нові вірші, займався перекладами, виступав з публіцистичними статтями.       
1918 року Дмитро Загул видав збірку віршів «З зелених гір», завдяки якій здобув певне літературне ім'я. Хоча, як писав пізніше Олександр Білецький, «і ритм вірша, і образна символіка майже не підноситься… вище за середній рівень українського модернізму». Ця збірка цікава й показова як вияв раннього символізму поета, коли він почав «вростати» в метафізичну схему символістської теорії. Григорій Савченко назвав такий символізм «поміркованим, прим'якшеним, і до певної міри філософічним».       

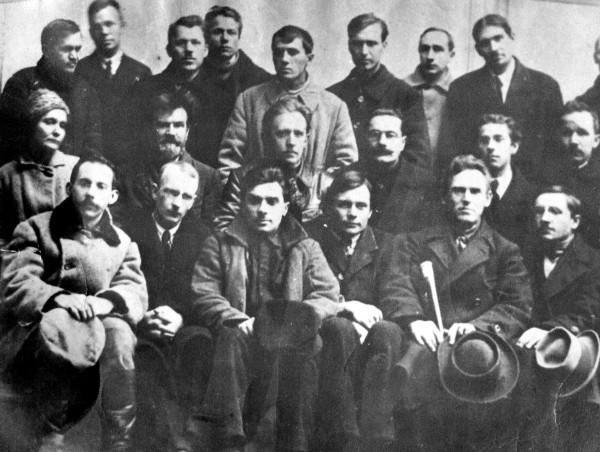
Зустріч харківських і київських митців. Київ, 1923 р. З ліва на право, перший ряд: Максим Рильський, Юрій Меженко, Микола Хвильовий, Майк Йогансен, Григорій Михайлов, Михайло Вериківський. Другий ряд: Наталя Романович, Михайло Могилянський, Василь Еллан-Блакитний, Сергій Пилипенко, Павло Тичина, Павло Филипович. У третьому ряду стоять: Дмитро Загул, Микола Зеров, Михайло Драй-Хмара, Григорій Косинка, Володимир Сосюра, Тодось Осьмачка, Володимир Коряк, Михайло Івченко

Зі встановленням радянської влади стає одним із керівників літературної організації, працює в журналах «Червоний шлях», «Життя й революція», виступає як активний літературний критик (псевдоніми І. Майдан, В. Тиверець, Г. Юрась, М. Сучасний, І. М.). 1918 року Дмитро Загул прилучився до об'єднання письменників-символістів «Музагет», що стояло на позиціях чистого мистецтва. Події 1919 року відбилися в мотивах лірики, що ввійшла до збірки «На грані» (1919), яку Олександр Білецький назвав однією з найстрашніших книжок українського модернізму, книжкою крайнього соліпсизму й безнадійної містики. Працює викладачем літератури на педагогічних курсах у містечку Ставище. З вересня 1922 року вчителює, а потім стає директором школи села Саварка. Через рік переїжджає до Києва на посаду редактора сценарного відділу «Українфільму», а згодом посідає посаду наукового працівника Академії наук (ВУАН).        

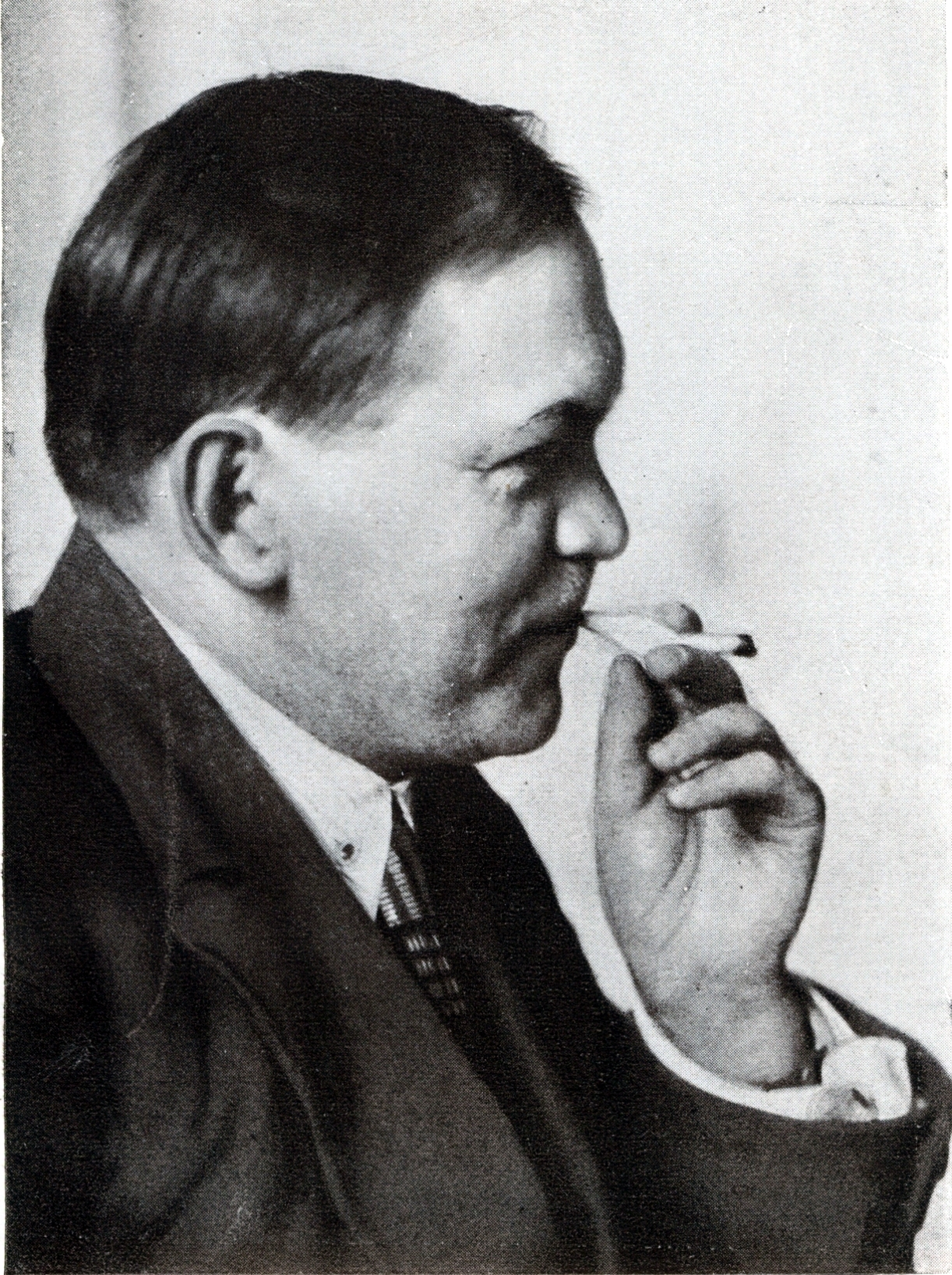
Дмитро Загул, 1928 р.

1927 року вийшла підсумкова збірка поезій Загули «Мотиви» (з передмовою Олександра Білецького). У ній поет виявив себе апологетом нової доби, передусім «Автобіографією». Але революційний оптимізм не справджувався, реальна дійсність дисонувала з мріями. Після згаданої збірки його вірші уже не виходили окремими збірками, хоч у періодиці час від часу й з'являлися: «Як замовчать по тротуарах звуки», «Яка ж то буря буйно грає» та ін. Письменник редагує альманах «Західна Україна», пише критичні статті, перекладає: Гете, Шиллера, Гейне, Бехера, Гезенклевера, Гріна, Геббеле та ін. До цього ж періоду належать і численні критичні та літературознавчі статті письменника: «Спад ліризму в сучасній українській поезії», «Зріст і сила творчості П. Тичини», підручник «Поетика» (1923). 1930 року він підготував і видав із власною передмовою збірку творів В. Кобилянського.       

### Арешт і загибель
1933 року, як члена літературної організації «Західна Україна», Загула звинуватили в націоналізмі й засудили до 10 років концтаборів. Покарання письменник відбував у Забайкаллі, на залізничній станції Урульга. Його призначили редактором багатотиражної газети «Строитель Бама». Працював він і літературним оформлювачем в агітбригаді.
Після вбивства Сергія Кірова справу Дмитра Загула переглянули й перевели його в північно-східні табори Колими. Тут він був і асистентом фельдшера, і помічником маркшейдера, і заготівельником деревини, й обліковцем на вивезенні торфу та золотоносних пісків; і обмірником забоїв, і днювальним у бараку, і просто різноробочим. Загальні роботи вимагали твердих м'язів, живучості, фізичного здоров'я. А Загулові вже перевалило за п'ятдесят.
За свідченням репресованого російського літератора Федора Тихменьова, Дмитро Загул, відбувши 1943 року визначений строк, просив законного звільнення, але йому, як і іншим, відповіли, що до «особливого розпорядження» вони «сидітимуть» далі. Після звістки про можливе довічне ув'язнення Загул занепав духом, на важких роботах фізично ослаб і помер від паралічу серця влітку 1944 року на Колимі, в одному з таборів між Магаданом і Ягодним.
За іншими джерелами, був заарештований та засланий 1935 року, і про дальшу його долю відомостей немає. Смерть його підтверджена в радянських джерелах згадкою, що «помер наприкінці 30-х років» (пор. «Із поезії 20-х років», К., 1959).

## Творчість

### Поезія
Рано проявився поетичний хист — перші публікації з'явилися 1906 р. 1909 р. в газеті «Буковина» надрукував вірші «Високо вгору здійму свої руки» та «Що мені із того, мила». 1912 року в газеті «Нова Буковина» опубліковано цикли його поезій «Весняні мрії», «Думки», «В темряві» та «Хвилі кохання». 1913 р. в Чернівцях вийшла перша книжечка молодого поета «Мережка».
1918 року видає збірку віршів «З зелених гір», завдяки якій здобув певне визнання. Ця збірка цікава й показова як вияв раннього символізму поета, коли він почав «вростати» в метафізичну схему символістської теорії. Григорій Савченко назвав такий символізм «поміркованим, прим'якшеним, і до певної міри філософічним». Збірка містить ряд біблійних переспівів Д. Загула, зокрема «З Пісні Пісень Соломона» та «Екклезіаст».
Після виходу збірки «На грані» (1919) став одним з організаторів «Музагету», активним учасником Спілки художників слова, об'єднання «Західна Україна» та Всеукраїнської спілки пролетарських письменників.
Якщо перші дві збірки було створено в дусі естетики символізму, то в збірках «Наш день» (1925), «Мотиви» (1927) критики відзначили «ритм соціалістичних перетворень».

### Переклади
Ще навчаючись у гімназії, Дмитро Загул переклав українською мовою другу пісню «Енеїди» Вергілія, кілька Горацієвих сатир та «Пісні про дзвін» Фрідріха Шиллера.
Загул перекладав із західноєвропейських літератур (Генріх Гейне, Йоганн Вольфґанґ фон Ґете, Фрідріх Шиллер, Джордж Ноел Гордон Байрон, Йоганнес-Роберт Бехер, Мартін Андерсен-Нексе та ін.). З російської переклав поему Олександра Блока «Дванадцять», окремі вірші В. Маяковського, К. Бальмонта.
Дмитро Загул є автором перекладу низки романсів німецьких авторів, зокрема:
- Л. ван Бетховена: «Бабак», «До коханої»: («Разом з тобою й я сумую…»), «З мальованою стрічкою»: («Сиплють щедрими руками…»), "(«Люблю тебе…»), «Насолода смутку»: («Хай течуть…»), «Нове кохання — нове життя»: («Серце, серце, що з тобою?»), «Поцілунок»: («Сидів я в Хлої…»), «Розлука»: («О, в цей момент розлуки…»), «Смерть»: («Так мине мій час життя…»), «Спокій»: («В обіймах любки гарно нам…»), «Туга»: («Що серце так вабить…»), («Чому не йдеш ти?»)[5], («Голубко, любонько, де ж ти?»):
- Ф. Шуберта: «Рибалочка»[6]

## Видання

### Поетичні збірки
- Мої думки й пісні. — Чернівці, 1912;
- Мережка. — Чернівці, 1913;
- З зелених гір. — Київ, 1918 [Архівовано 12 листопада 2018 у Wayback Machine.];
- Мара. Пам'ятка червоного терору. — Київ, 1919;
- На грані. — Київ, 1919;
- Наш день. 1919—1923. — Харків, 1925;
- Мотиви. — Київ, 1927;
- Вибране. — Київ, 1961;
- Поезії. — Київ, 1990;
- Поетика — Київ 1923. [Архівовано 12 листопада 2018 у Wayback Machine.]

### Переклади
- Генріх Гайне. Книга пісень. — Київ, 1918—1919. — 2 част. (спільно з Володимиром Кобилянським)
- Генріх Гайне. Нові поезії. — Київ, 1919 (спільно з Володимиром Кобилянським).
- Генріх Гайне. Сатира ті інші політичні поезії. — Харків; Київ, 1923.
- Вольфґанґ Ґете. Фавст. Перша частина. — Київ; Відень, 1919.
- Фрідріх Шиллер. Балади. — Київ, 1927.
- Вибір німецьких балад. — Київ, 1928.
- Джордж Гордон Байрон. Мазепа. — Харків, 1929.

Редактор видання: Генріх Гайне. Вибрані твори. Т. 1–3. — Харків; Київ, 1930.

### Інші праці
У брошурці «Література чи літературщина?» (К., 1926) виступав проти Миколи Зерова й інших неокласиків. Досліджував біографію і творчість Осипа Федьковича і був автором вступних статей до різних видань його творів.
З літературознавчих праць найважливіші: «Деякі риси старонімецької пісні про Вальтарія з IX століття аналогічні до окремих місць „Слова о полку Ігореві“» (ЗІФВ, VII — VIII, 1926), «Дорога до мети — поезія Миколи Терещенка» (Ж. і Р., 1928, кн. І). Під псевдонімом В. Тиверець надрукував огляд «Сучасна українська лірика» (Мистецтво, 1919) і «Спад ліризму в сучасній українській поезії» (Ч. Ш. 1924, № 1−2). Займався також проблемами поетики, опублікував статтю про Шевченкову поетику та підручник «Поетика» (К., 1923).

## Увічнення пам'яті

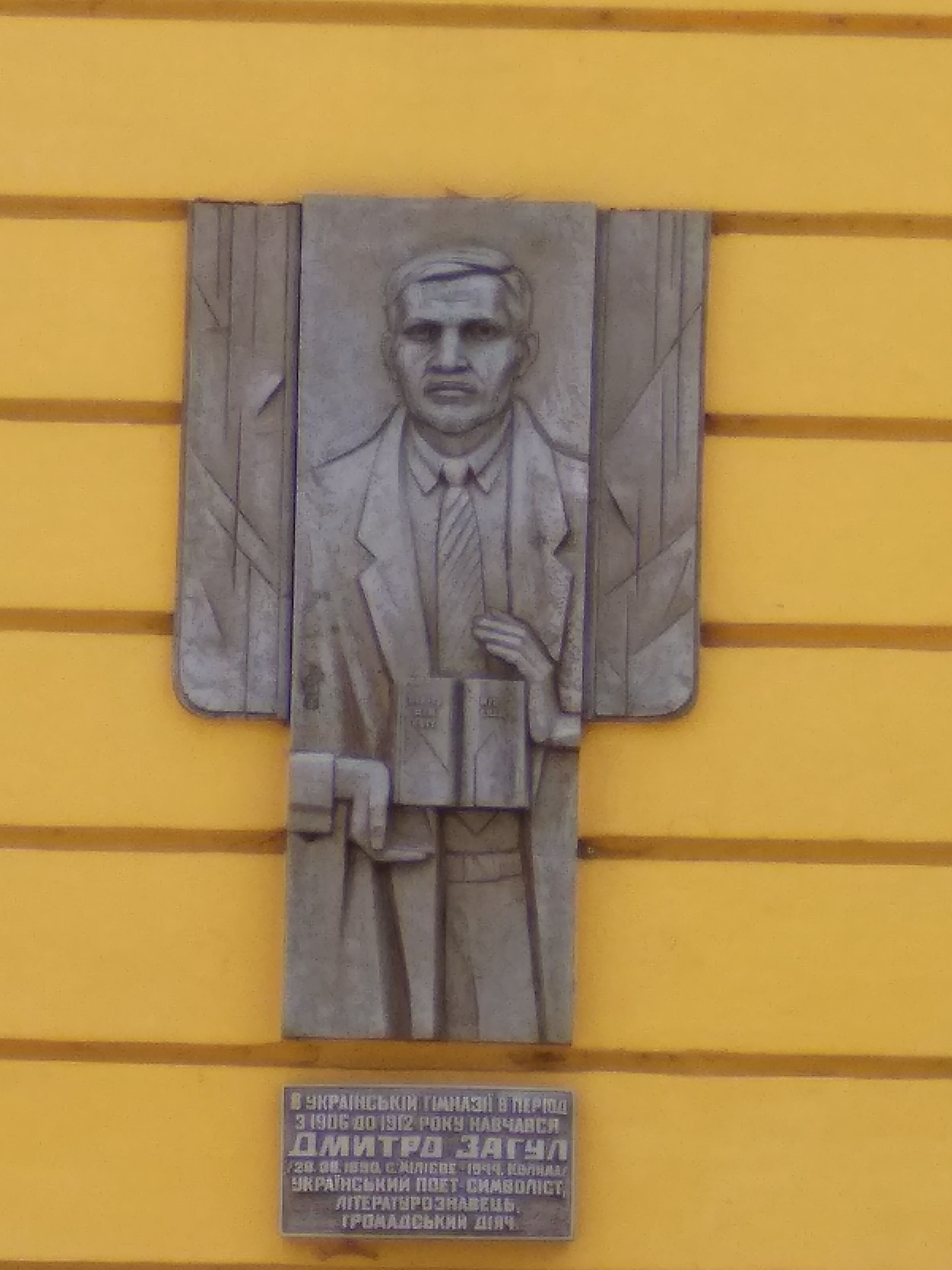
Меморіальна таблиця у Чернівцях

меморіальна таблиця

Ім'я Загула надано школі в селі Мілієве, там відкрито його музей, встановлено бронзове погруддя поета. 1998 односельці поета разом із Чернівецькою організацією Спілки письменників України заснували літературну премію його імені.
В Чернівцях на фасаді будинку гімназії № 5 (вул. Д. Загула, 8), встановлена меморіальна таблиця, яка сповіщає, що у 1906—1912 роках тут навчався Д. Загула.
1995 у Києві на будинку 36 на вулиці Олеся Гончара відкрито меморіальну дошку Загулу (скульптор Віталій Сивко).
Вулиці, названі на честь Дмитра Загула, існують в кількох населених пунктах України.